# Chrysolina oricalcia
Chrysolina oricalcia é uma espécie de artrópode pertencente à família Chrysomelidae.